# Cristina Moffa
Cristina Moffa (Roma, 11 novembre 1957) è un'attrice, cantante e showgirl italiana.

## Biografia
Nel 1977 è apparsa nella piccola parte di una lavandaia nello sceneggiato televisivo Ligabue di Salvatore Nocita. Ha recitato in seguito nei primi anni 1980 nei film-commedia Sbamm!, con Ezio Greggio, e Pierino contro tutti, con Alvaro Vitali.
Cristina Moffa è salita alla ribalta a metà del decennio come showgirl televisiva: col suo caschetto biondo, infatti, era stata lanciata dall'allora Fininvest come risposta della TV commerciale a Raffaella Carrà. La sua carriera rimane legata principalmente alla prima edizione del programma comico Drive In, del 1983, dove interpretava la sigla iniziale Zucchero zucchero, scritta da Paolo Dossena, oltre ad alcune scenette all'interno del programma: nella stessa sigla ha suonato la chitarra e cantato tra i coristi Rick Derringer. Ha poi intrapreso la carriera di cantante, incidendo alcuni dischi che tuttavia sono stati accolti da un limitato successo.
Dal 1985 al 1987 è stata protagonista di uno spot televisivo per la Sperlari. In seguito ha lasciato la canzone e il cinema per dedicarsi alla coreografia, dirigendo il Teatro Spazio Danza a Roma: ha firmato le coreografie di numerosi importanti spettacoli teatrali e anche televisivi, tra cui lo show del sabato sera Fantastico di Rai 1. Nel 2006 è stata la responsabile delle coreografie del varietà Suonare Stella di Rai 2.

## Filmografia
- Ligabue, regia di Salvatore Nocita – miniserie TV (1977)
- Sbamm!, regia di Francesco Abussi (1980)
- Pierino contro tutti, regia di Marino Girolami (1981)

## Programmi televisivi
- Uffa, domani è lunedì (Rete 1, 1978)
- Drive In (Italia 1, 1983-1985)
- Grand Hotel (Canale 5, 1985-1986)

## Discografia

### 45 giri
- 1984 – Zucchero Zucchero / L'America Sei Tu (1984)
- 1985 – Non Per Vantarci (con Daniele Pace) / Non Per Vantarmi
- 1985 – Bionda Bionda / Tamamore Tam Tam (1985)